# Rozložná
Rozložná es un municipio del distrito de Rožňava en la región de Košice, Eslovaquia, con una población estimada, a finales del año 2020, de 203 habitantes. 
Se encuentra ubicado al oeste de la región, en la cuenca hidrográfica del río Hernád, y cerca de la frontera con la región de Banská Bystrica y Hungría.

## Demografía
| Año        | 1994 | 2004     | 2014   | 2024    |
| ---------- | ---- | -------- | ------ | ------- |
| Población  | 167  | 200      | 205    | 202     |
| Diferencia |      | +19,76 % | +2,5 % | −1,46 % |

| Año        | 2023 | 2024    |
| ---------- | ---- | ------- |
| Población  | 209  | 202     |
| Diferencia |      | −3,34 % |